# Decàedre
Un decàedre o decaedre és un políedre que té deu cares. Hi ha 32.300 tipus de decaedres topològicament diferents i cap d'ells és regular, per la qual cosa aquest terme és ambigu.
Amb cares regulars:
- Prisma octagonal (8-prisma uniforme)[3]
- Antiprisma quadrat (4-antiprisma uniforme)
- Cúpula quadrada (Sòlid de Johnson 4)
- Bipiràmide pentagonal (Sòlid de Johnson 13, 5-bipiràmide)
- Prisma pentagonal augmentat (Sòlid de Johnson 52)

Amb cares irregulars també pot ser:
- Trapezoedre pentagonal (5-trapezoedre, antiprisma dual), sovint utilitzat com a dau en jocs de taula (conegut com a d10)
- Piràmide enneagonal (9-piràmide)
- Decàedre deu de diamants